# Alsózorlenc község
Alsózorlenc község (románul: Comuna Zorlențu Mare) község Krassó-Szörény megyében, Romániában. Központja Alsózorlenc, hozzá tartozik Felsőzorlenc.

## Népessége
A 2011-es népszámlálás adatai alapján a község népessége 1015 fő volt.